# Narząd Y
Narząd Y – parzysty narząd dziesięcionogów, w którym syntetyzowane są hormony stymulujące linienie.
Narząd ten jest zlokalizowany w słupkach ocznych i wydziela: 20-hydroksyekdyzon i crustekdyzon.